# Hirondelle fanti
Psalidoprocne obscura
Espèce
Statut de conservation UICN

 LC  : Préoccupation mineure
L'Hirondelle fanti (Psalidoprocne obscura) est une espèce de passereau de la famille des Hirundinidae. C'est une espèce monotypique (non subdivisée en sous-espèces). Son nom normalisé provient de l'ethnie des Fanti.

## Description
Cette petite hirondelle de 17 cm pour un poids de 8 à 10 g, est entièrement vert foncé brillant, avec parfois une légère nuance bleuâtre sur les scapulaires, les moyennes, les petites couvertures et les tertiaires. Le croupion et les sous-caudales affichent de nets reflets bleu-vert foncé. Les lores sont noirs, les couvertures auriculaires vert sombre. 
Les grandes couvertures présentent une teinte brun-noir avec un léger lustre vert. Les primaires et les secondaires sont également brun noirâtre avec des reflets brillants sur les filets extérieurs. La queue est noire avec des reflets verts sur les bordures des rectrices externes et sur toute la surface des rectrices centrales. La queue est très longue et particulièrement fourchue chez les mâles reproducteurs.
Les axillaires et les couvertures sous-alaires sont brun foncé, ternes et sans aucun lustre. Les iris sont bruns. Les pattes, les pieds et le bec sont uniformément noirs. Le mâle et la femelle sont semblables mais cette dernière a une queue plus brève et ne possède pas la légère dentelure que son partenaire présente sur les primaires.
Les juvéniles sont bruns avec plus ou moins de reflets brillants sur les parties supérieures en fonction de l'âge. Les parties lustrées sont très irrégulières. Les rectrices externes sont bien plus courtes que chez les adultes.

## Comportement

### Alimentation
Les hirondelles fantis ont un régime presque exclusivement insectivore. Leur menu est composé principalement d'insectes volants , en particulier de petits coléoptères.

### Reproduction
Les hirondelles fantis nichent habituellement en petites colonies. Les limites de la saison de nidification ne sont pas bien définies. Cependant, la plupart des rapports la fixe généralement pendant la période des pluies, c'est à dire entre mai et août.
Ces oiseaux sont cavernicoles. Ils creusent des terriers ou des tunnels dans des berges verticales. Ils utilisent également des sites artificiels comme des talus ou des déblais de route ou même des galeries de mines. Le tunnel a un tracé horizontal, mesure environ 60 centimètres de long et se termine par une grande chambre de ponte dans laquelle le nid est installé. Le nid est construit avec des fibres végétales, des brindilles, des petites racines, des morceaux de mousse mais peu ou pas de plumes. La ponte comprend habituellement 2 œufs de couleur blanche dont les dimensions sont 19 millimètres sur 13. Leur poids est à peine supérieur à 1 gramme et demi. Les durées d'incubation et de séjour des jeunes au nid ne sont pas connues.

## Répartition et habitat

### Répartition
Les hirondelles fantis son originaires de l'ouest de l'Afrique où leur territoire occupe une large bande en bordure de l'océan Atlantique. Leur aire de distribution part du Sénégal et de la Guinée Bissau et se poursuit en direction de l'est jusqu'à l'ouest du Cameroun. Elle passe en revue tous les pays de l'Afrique Occidentale comme la Guinée, la Côte d'Ivoire, le Ghana, le Bénin, et le Nigéria. Vers le nord, elle remonte jusqu'à la limite du Sahel sans toutefois y pénétrer, elle est rare au Niger et au Burkina Faso.

### Habitat
Cette hirondelle est souvent observée à proximité ou au-dessus des étendues d'eau dans des zones boisées ouvertes. On la trouve également à la lisière des forêts, dans les zones de buissons qui repoussent, dans les prairies, dans des zones herbeuses envahies par les crues des rivières et à l'intérieur des villages.